# Johann Berger
 Johann Nepomuk Berger foi um jogador de xadrez, teórico, compositor de estudos de finais, autor e editor do enxadrismo.
Em setembro de 1870, venceu o primeiro torneio do Império Austro-Húngaro em Graz. Em 1875 venceu um match contra Alexander Wittek. Em 1880 ficou em sexto numa competição realizada em Graz, tendo Max Weiss, Johannes von Minckwitz e Adolf Schwarz vencido. Ficou empatado em nono lugar com Louis Paulsen no Torneio de xadrez de Berlim de 1881, vencido por Joseph Henry Blackburne e em quarto no torneio de xadrez de Nuremberga de 1883 o qual Simon Winawer venceu. Nos torneios de  Carlsbad (1907) e Viena (1908) terminou nas últimas colocações.
Berger foi o primeiro austríaco a vencer uma importante competição de xadrez epistolar, tendo atingido 45 vitórias, três empates e nenhuma derrota.
Foi o editor da revista Deutsche Schachzeitung e autor dos livros Das Schachproblem und dessen Kunstgerechte Darstellung (Leipzig 1884), Theorie und Praxis der Endspiele (Leipzig 1890), Problemen, Studien und Partien (Leipzig 1914).
Berger compôs mais de 100 estudos de finais, muitos dos quais deram notáveis contribuições para a teoria de finais de partida. Seu livro Theorie und Praxis der Endspiele  foi o primeiro livro moderno completo sobre a prática de finais e um trabalho de referência na área por décadas.